# سقوط الإمام (رواية)
سقوط الإمام هي رواية للكاتبة المصرية نوال السعداوي نُشرت باللغة العربية عام 1987. نشر الترجمة الإنجليزية زوج المؤلفة شريف حتاتة عام 1988.

## ملخص الرواية
تدور أحداث الرواية في بلد عربي غير مسمى، ويتناول شخصيتين رئيسيتن هما الإمام زعيم البلاد المنافق المشبّع بالكراهية والحقد تجاه أي شخص يولد أكثر حظًا منه، واليتيم الجميل غير الشرعي ، بنت الله (بنت الله). تدور القصة حول حدثين مروّعين للغاية. أولهما رجم المرأة بالحجارة وتشويهها، الذي يؤدي إلى ترهيب خصومه وإسكات منتقديه بالامتثال لإرادة الله، بما لا يترك للقارئ أدنى شك في وحشية السلطة الحاكمة. ويدور الحدث الثاني حول اغتيال الإمام نفسه والاضطراب الذي يجلبه هذا إلى البلاد.